# Iglesia de Santiago Apóstol (Onil)
La iglesia parroquial de Onil (provincia de Alicante, España) se sitúa en la parte oeste del palacio del Marqués de Dos Aguas. Fue terminada en 1778. 
Solo existe una nave en la que las pilastras son de piedra, como todo el conjunto, con capiteles y arcos de medio punto, muy sobrios y sin ornamentación. Las bóvedas son de cañón, apuntaladas con arcos torales de medio punto y diagonales con aristas que describen ojivas. Los planos o superficies laterales comprendidas entre las aristas diagonales, están pintadas al fresco, representando virtudes teologales y cardinales, muy retocados en una lamentable restauración en el año 1.924.
La capilla del baptisterio, junto con el retablo del "Maestro" de Onil del siglo XV, son los más preciados tesoros de la Iglesia. En ésta intervino fundamentalmente el artista Eusebio Sempere. La decoración está compuesta por siete piezas con profusión de personajes bíblicos y religiosos. En la cúpula de la bóveda figuran los cuatro evangelistas. Esta obra se ejecutó en el año 1950
El retablo de Santiago, forma un conjunto de 5 m de alto por 3,2 m de ancho. Está erigido al Apóstol Santiago el Mayor, que aparece representado en la tabla central con sus atributos.
La página página web de la parroquia es https://parroquiaonil.es/